# مقياس بيك للاكتئاب
مقياس بيك للاكتئاب (بالإنجليزية: Beck Depression Inventory)‏ هو وسيلة لتقدير الاكتئاب وتحديد نوعه وشدته، ويمثل مقياس بيك محاولة مبكرة وناجحة لقياس درجة الاكتئاب في الشخصية ونوعية هذا الاكتئاب. وصاحب هذا المقياس هوالعالم والطبيب النفسي الأميركي المعروف (Aaron Beck)، الأستاذ بجامعة بنسلفانيا الأمريكية، وهو من المساهمين في تطوير حركة العلاج السلوكي المعرفي للاكتئاب وغيره من الأمراض النفسية.
وقام الدكتور عبد الستار إبراهيم الأستاذ بكلية الطب في جامعة الملك فيصل بترجمة هذا المقياس إلى اللغة العربية ونشره. ويتكون هذا المقياس من 21 مجموعة من الأسئلة، وكل مجموعة تصف أحد الأعراض السريرية للاكتئاب، ويطلب من الشخص الذي يريد معرفة مدى اكتئابه أن يقرأ كل عبارة من كل مجموعة، وأن يقرر أي عبارة تنطبق عليه وتصف حالته ومشاعره ثم وضع دائرة حول رقم العبارة
في الإصدار الحالي تم تصميم استبيان للأفراد الذين تتراوح أعمارهم بين 13 وأكثر، ويتكون من البنود المتعلقة أعراض الاكتئاب مثل اليأس والتهيج، والإدراك مثل الشعور بالذنب أو الشعور بالعقوبة، وكذلك أعراض جسدية مثل التعب، وفقدان الوزن، وقلة الاهتمام بالجنس.
يرمز لمقياس بيك للاكتئاب بالأحرف الإنكليزية الثلاثة الأولى له (BDI)، هناك ثلاثة إصدارات ل BDI :BDI الأصلي، نشر لأول مرة في عام 1961 والمنقحة نشرت في وقت لاحق في عام 1978 ويرمز لها BDI-1A، ثم BDI-II الذي نشر في عام 1996. ويستخدم BDI على نطاق واسع كأداة تقييم من قبل العاملين في مجال الرعاية الصحية والباحثين النفسيين. 
تم استخدام BDI كنموذج لتطوير مقياس الاكتئاب عند الأطفال (CDI)، نشرت لأول مرة في عام 1979 من قبل عالم النفس السريري ماريا كوفاكس.

## التاريخ والتطور
تاريخيا، تم وصف الاكتئاب من حيث المتغيرات النفسية ب «العداء المقلوب ضد النفس» على النقيض من ذلك، تم تطوير BDI بطريقة جديدة بالنسبة لوقته. من خلال جمع الوصف الدقيق من أعراض المرضى وباستخدام هذه لهيكلة جدول (مقياس) يمكن أن يعكس درجة أو شدة عرض معين.
في جميع أعماله، لفت بيك الانتباه إلى أهمية «الإدراك السلبي»: 
وهي افكار سلبية مستمرة وغير دقيقة، غالبا ما تكون متطفلة على النفس ، وكان في رأيه أن قضية الإدراك هذه تسبب الاكتئاب، بدلا من أن تكون ناتجة من خلال الاكتئاب.
وضع بيك ثالوث الإدراك السلبي حول: العالم، والمستقبل، والنفس، والتي تلعب دورا رئيسيا في الاكتئاب. مثال للثالوث في الإجراءات المتخذة من براون (1995) هو حالة الطالب الذي حصل على نتائج سيئة: 
الطالب لديه أفكار سلبية حول العالم، حتى انه قد يعتقد بأنه لا يستمتع بالفصل الدراسي. 
الطالب لديه أفكار سلبية حول مستقبله، لأنه يعتقد أنه قد لا يستطيع اجتياز الفصل. 
الطالب لديه أفكار سلبية عن ذاته، فيشعر أنه لا يستحق أن يكون في الكلية.
تطوير BDI ينعكس في بنيتها، مع وجود عناصر مثل «لقد فقدت كل اهتمامي بالأشخاص الآخرين» ليعكس السلبية حول العالم، «أشعر بالإحباط حول مستقبلي» ليعكس المستقبل، و «أنا ألوم نفسي لكل شيء سيء يحدث» ليعكس النفس.
إن رؤية الاكتئاب من الناحية الادراكية كمجموعة من الافكار السلبية المتطفلة المستمرة ادى إلى تطور اسلوب العلاج السلوكي المعرفي والذي يهدف بدوره إلى تحييد وتحدي هذه الافكار بعملية تسمى إعادة الهيكلة المعرفية.

## BDI
BDI الأصلي، نشر لأول مرة في عام 1961،
يتكون من واحد وعشرين سؤالا حول كيف كيف كان يشعر الشخص في الأسبوع الماضي.
كل سؤال يحتوي على مجموعة من أربعة خيارات والتي تتراوح في شدتها. على سبيل المثال:
الحزن:
(0) أنا لا أشعر بالحزن. 
(1) أشعر بالحزن. 
(2) أنا حزين طوال الوقت ولا أستطيع ايجاد فرصة للخروج منه. 
(3) أنا حزين جدا أو غير سعيد بحيث أنني لا أستطيع تحملها. 
عندما يتم احتساب درجة الاختبار، يتم تعيين قيمة 0 إلى 3 لكل إجابة ومن ثم يتم مقارنة النتيجة الإجمالية لتحديد شدة الاكتئاب والدرجات القياسية هي كما يلي:
0-9: يشير إلى الحد الأدنى من الاكتئاب أو عدم وجود اكتئاب
10-18: يشير للاكتئاب الطفيف
19-29: يشير للاكتئاب المعتدل (متوسط الشدة) 
30-63: يشير للاكتئاب الشديد. 
كلما كان مجموع الدرجات أعلى فإنه يشير إلى أعراض اكتئاب أكثر شدة.
بعض العناصر على BDI لها أكثر من عبارة واحدة مع نفس النتيجة. على سبيل المثال، هناك نوعان من الردود تحت عنوان المزاج يسجل لها 2: (2A) أنا حزينا طوال الوقت، ولا أستطيع الخروج من هذا الشعور و (2B) أنا حزين جدا أو غير سعيد لدرجة الشعور بالألم.

## BDI-IA
كان BDI-IA مراجعة للأداة الأصلية، والتي وضعها بيك خلال 1970، وتم المصادقة على حقوق الطبع والنشر في عام 1978. ولتحسين سهولة الاستخدام، تم إزالة «تصريحات أ وب» المذكورة أعلاه، وتم تسجيل شعور المستطلعين خلال مدة أسبوعين للحصول على دقة أفضل.
ومع ذلك، يحتفظ هذا الإصدار بعض العيوب. حيث ثعالج BDI-IA ستة من أصل تسعة معايير للاكتئابDSM-III. وتم تجاوز هذه الانتقادات وغيرها في BDI-II.

## BDI-II
كان BDI-II تنقيح عام 1996 للBDI، وضعت استجابة على منشور الرابطة الأمريكية للطب النفسي من الدليل التشخيصي والإحصائي للاضطرابات العقلية، الطبعة الرابعة، التي غيرت الكثير من المعايير التشخيصية لاضطرابات الاكتئاب.
تم تنقيح بعض البنود التي تنطوي على تغييرات في صورة الجسم، المراق، وصعوبة العمل. أيضا، تم تنقيح قلة النوم وفقدان الشهية بأضافة كل من الزيادة والنقصان في النوم والشهية. تم إعادة صياغة جميع البنود ما عدا ثلاثة؛ التعامل مع مشاعر العقوبة، والأفكار حول الانتحار، والاهتمام بالجنس. 
أخيرا، طلب من المشاركين لتقييم كيفية الشعور خلال الاسبوعين الماضيين، مقارنة مع الأسبوع الماضي كما في BDI الأصلي.
مثل BDI، يحتوي BDI-II أيضاعلى 21 سؤالا، كل إجابة تسجل درجة من 0 إلى 3. العالي مجموع الدرجات العالي تشير إلى أعراض الاكتئاب أكثر شدة.
0-13: الحد الأدنى من الاكتئاب 
14-19: الاكتئاب الخفيف 
20-28: الاكتئاب المعتدل 
29-63: الاكتئاب الشديد. 
يرتبط BDI-II بإيجابية مع مقياس هاملتون الاكتئاب التصويت مع ص بيرسون 0.71، مما يدل اتفاق جيد. وقد أظهرت التجربة أيضا أن يكون لها عالية أسبوع واحد الموثوقية الاختبار إعادة الاختبار (بيرسون ص = 0.93)، مما يشير إلى أنه ليس مفرط الحساسية للتغيرات اليومية في المزاج. internal consistencyالاتساق الداخلي مرتفع للاختبار (α =. 91).

## القيود
يعاني مقياس بيك من نفس المشكلة التي تكون في أي مقياس شخصي وهي ان الاعراض يمكن مضاعفتها أو التقليل من اهميتها من قبل المريض.
كما ان الطريقة والظروف التي تحيط بالمريض اثناء ملء الاستبيان تؤثر على النتيجة فقد لوحظ ان المريض الذي يقوم بتعبئة الاستبيان في وسط طبي أو مجموعة تختلف نتيجته في حال اجابة الاستبيان عن طريق البريد مثلا (ظروف منعزلة)
كما ان مرضى الاكتئاب الذي يعانون من امراض أخرى قد يصفون أحد الاعراض (كالشعور بالتعب) بشكل مبالغ فيه بينما سبب التعب الرئيسي هو المرض الآخر وليس الاكتئاب، وفي محاولة للتعامل مع هذه السلبيات وضع بيك وزملائه مقياس بيك للرعاية الصحية الاولية "Beck Depression Inventory for Primary Care" (BDI-PC) والذي يتكون من 7 فقرات فقط لا تعتمد على الاعراض الفسلجية أو الجسمية بحيث يتم تقسيم المرضى من خلاله إلى (مكتئب) و (غير مكتئب) والحد الفاصل هنا هو 4 .
على الرغم من تصميمه كجهاز فحص بدلا من أن يكون أداة تشخيص، يتم استخدام BDI أحيانا من قبل مقدمي الرعاية الصحية من أجل التوصل إلى تشخيص سريع.